# Арагонит
Арагонитът е минерал, полиморфна форма на калцита (CaCO3)̀. CaO-56,0%, CO2-44,0%. Калциевият карбонат обикновено кристализира във вид на калцит при атмосферно налягане и във вид на арагонит при високо налягане. В естествено състояние се среща в черупките на някои мекотели. Фосилните черупки на някои изчезнали амонити образуват скъпоценния камък амолит, състоящ се основно от арагонит. Към групата на арагонита се отнасят още минералите церусит (PbCO3), стронцианит (SrCO3) и витерит (BaCO3).
Названието си е получил от Вернер през 1796 г. по името на областта Арагон в Испания.
Твърдостта му е 4 по скалата на Мос. Плътността му е 3 грама на куб. см. Формата му е ромбична. Цветът му е бял, сив, бледо жълт, зелен, син, виолетов и черен. Блясъкът му е матов. В състава му има примеси от олово, цинк и стронций, които променят цвета на минерала. Арагонитът понякога има и сферичен строеж и го наричат „грахов“. В геологията кълбовидни и елипсовидни образувания, притежаващи слоести и лъчисти строежи ги наричат оолити, а арагонити, имащи форма като клонче и стебло ги наричат „железни цветя“.